# Rhipsalis teres
Rhipsalis teres är en kaktusväxtart som beskrevs av Ernst Gottlieb von Steudel. Rhipsalis teres ingår i släktet Rhipsalis och familjen kaktusväxter. Inga underarter finns listade i Catalogue of Life.

## Bildgalleri

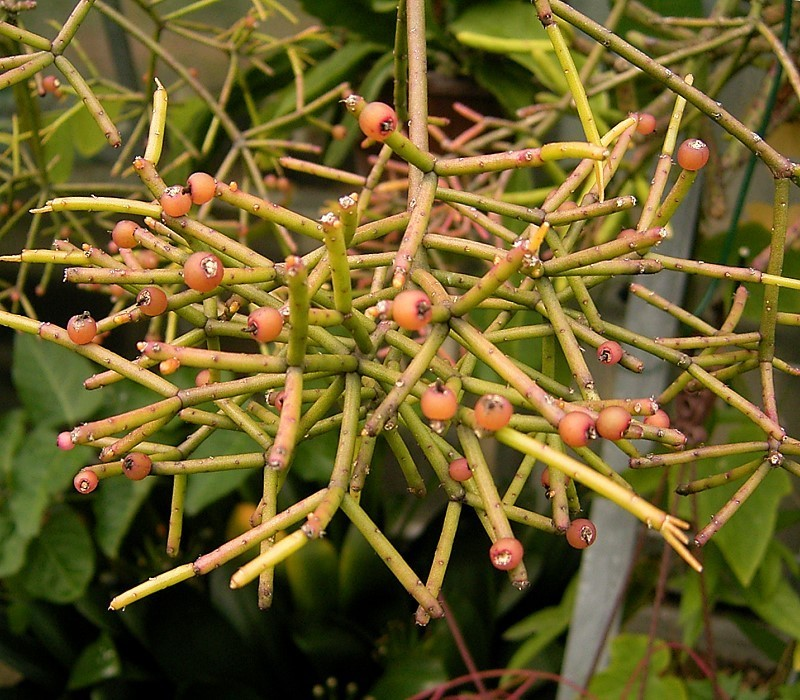
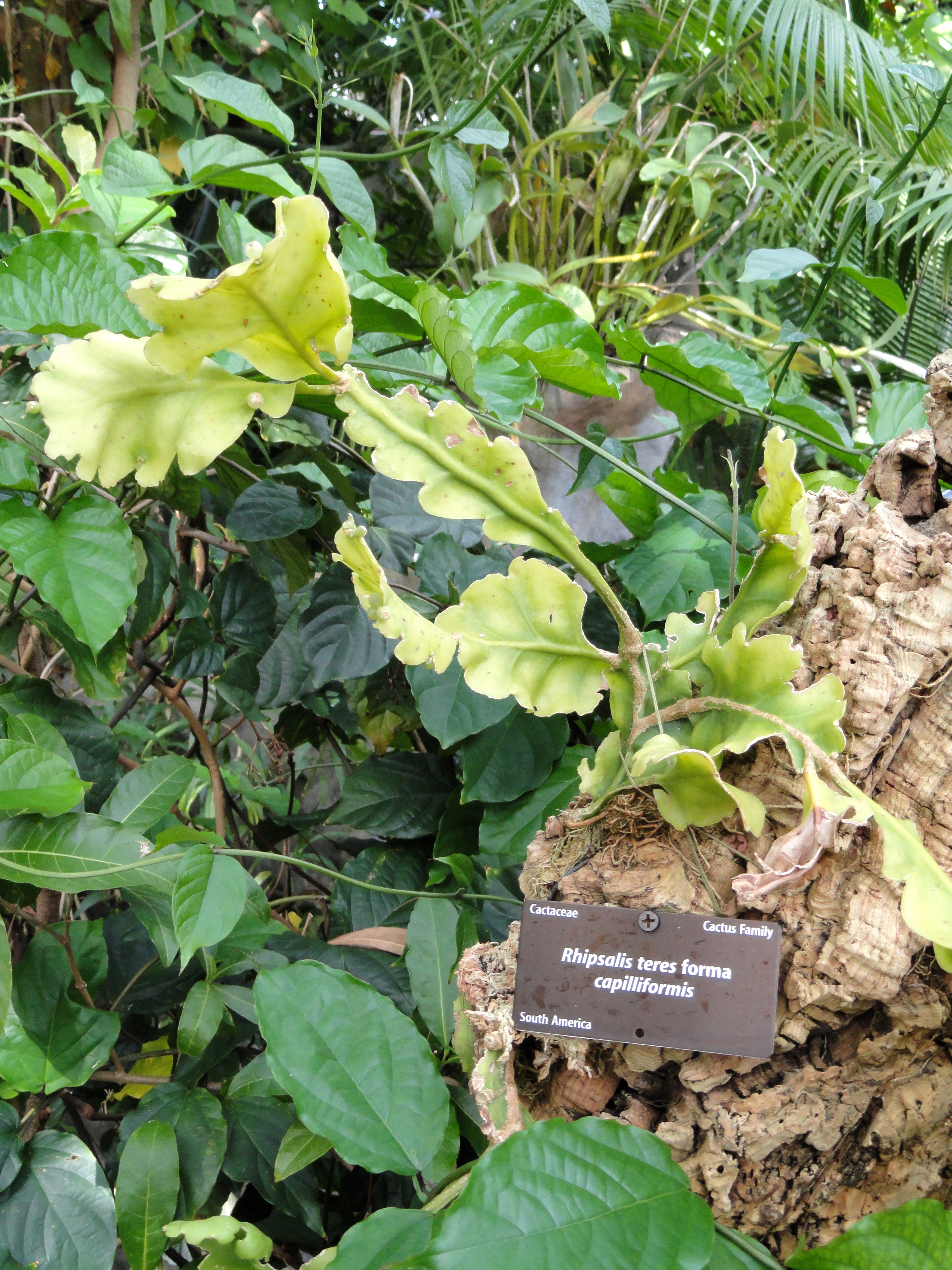
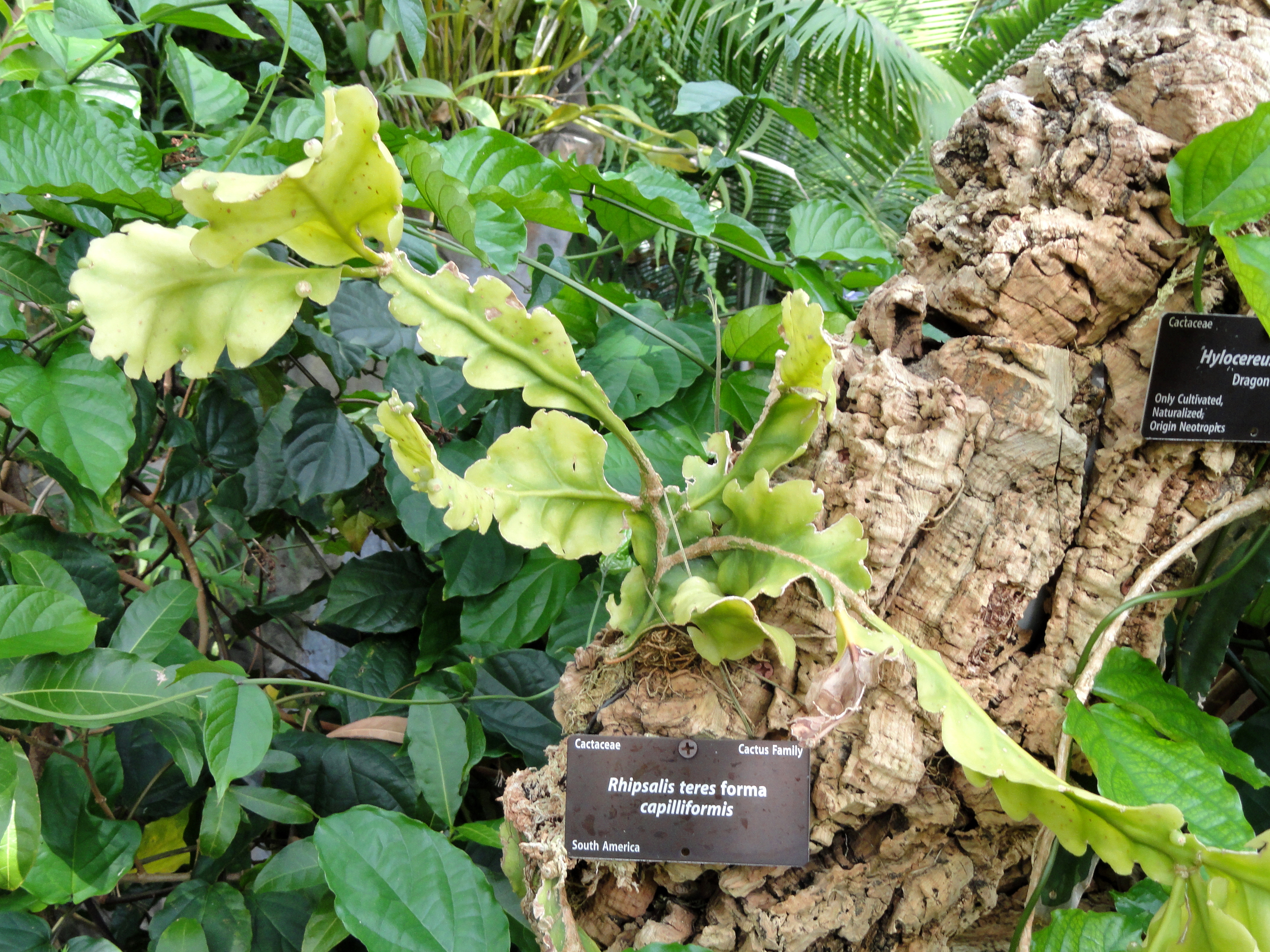
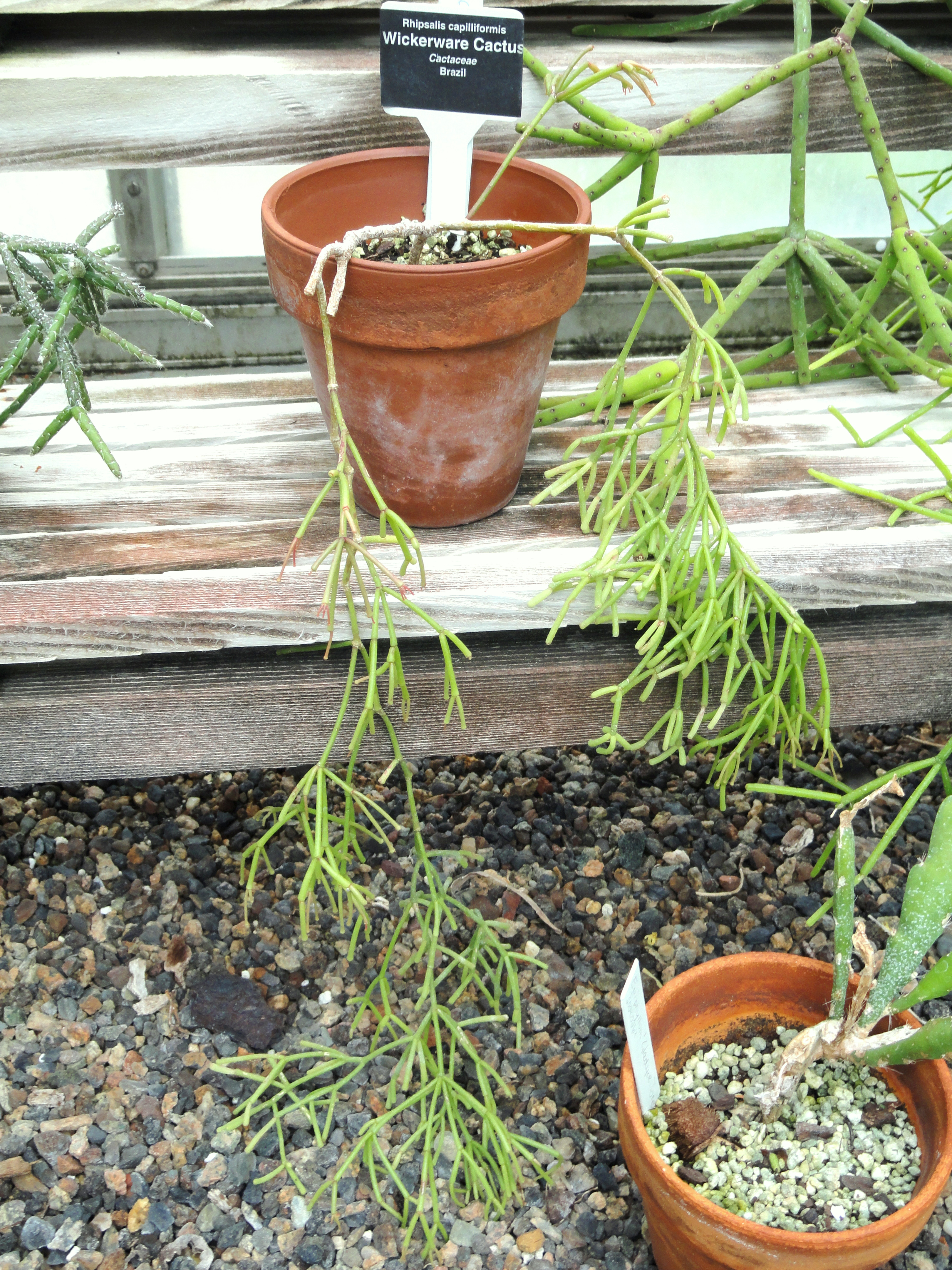
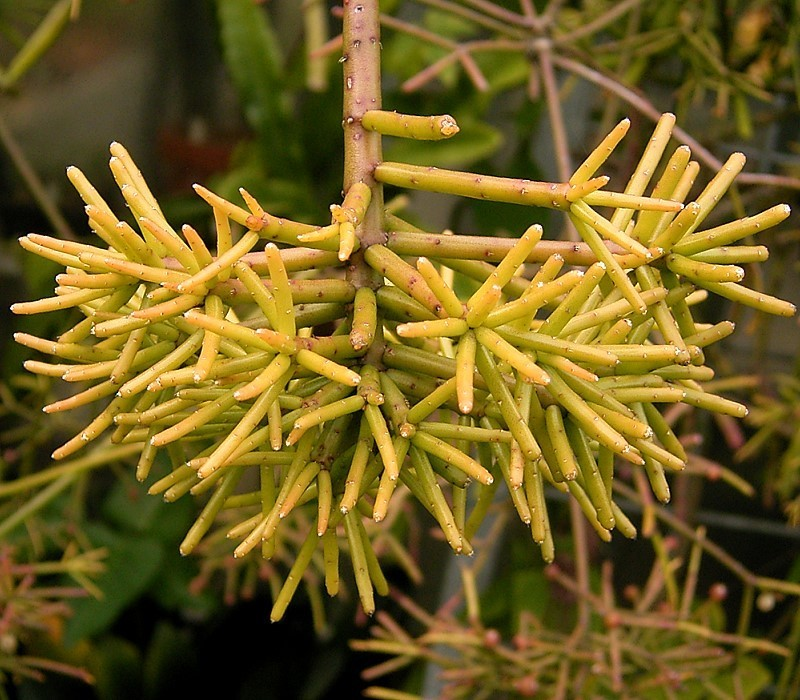
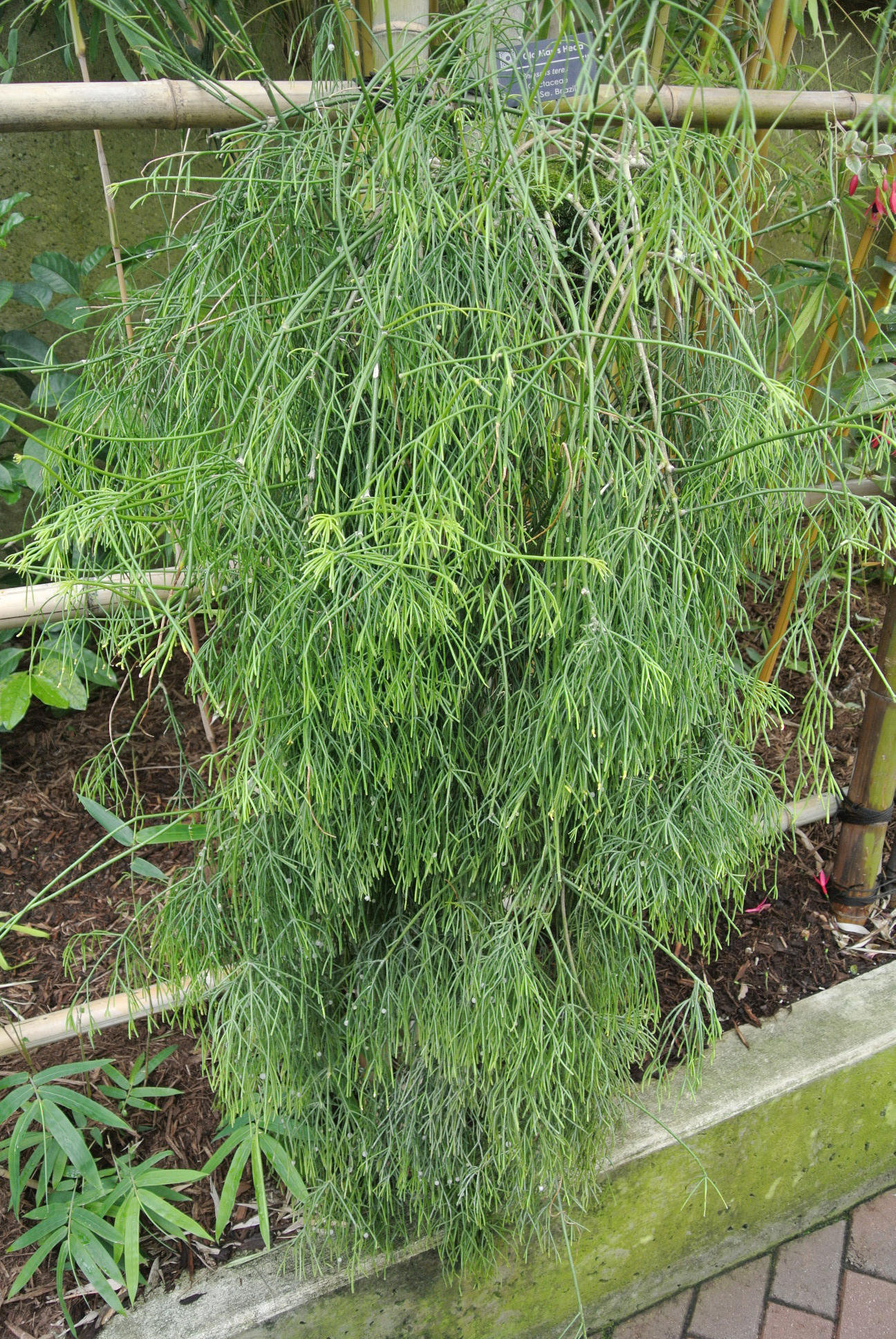